# ISO 3166-2:SL
Kódy ISO 3166-2 pro Sierru Leone identifikují 4 provincie a 1 oblast. První část (SL) je mezinárodní kód pro Sierru Leone, druhá část sestává z jednoho nebo dvou velkých písmen identifikujících dílčí území.

## Seznam kódů
| Kód   | Území         | Typ       |
| ----- | ------------- | --------- |
| SL-E  | Východní      | provincie |
| SL-N  | Severní       | provincie |
| SL-NW | Severozápadní | provincie |
| SL-S  | Jižní         | provincie |
| SL-W  | Západní       | oblast    |